# Чыз-быз
Чыз-быз — традиционное жаркое в  киргизской кухне. Блюдо готовится из мяса, обычно баранины (рёбра и другое мясо с костями), и овощей

## Этимология
Киргизское слово чыз-быз относится к семейству звукоподражательных слов. В данном случае подражаются звуки шкворчания при жарке. Также слово чыз-быз подразумевает относительную быстроту приготовления этого блюда.